# Ц
Ц, ц («це») — це літера кириличної абетки. Є в більшості абеток, створених на слов'яно-кириличній графічній основі. За формою накреслення — видозмінена кирилична літера.

## Історія
Сучасна «ц» походить від  («ци») церковнослов'янської кирилиці. Вважається похідною від «цаді» гебрайської абетки, у її початковому і серединному варіанті צ (від прикінцевої форми тієї ж літери походить кирилична ч). Схоже накреслення  літера ц мала й у глаголиці.
Числове значення у кириличній буквеній цифірі — 900.

## Звуки
- [t͡s] (ц) — глухий ясенний африкат

## В українській абетці
Ц — двадцять сьома літера української абетки. У сучасній українській літературній мові слугує для позначення глухого ясенного африката — [t͡s]. Може бути м'яким (цямрина, цього), рідше — твердим (сонце, циган). Завдяки цьому виявилась кодове слово "паляниця", яка стала шиболетом під час вторгнення Росії, тому що м'яка "ць" відсутня в російській мові.

## Таблиця кодів
| Кодування    | Регістр | Десятковий код | 16-ковий код | Вісімковий код | Двійковий код     |
| ------------ | ------- | -------------- | ------------ | -------------- | ----------------- |
| Юнікод       | Велика  | 1062           | 0426         | 002046         | 00000100 00100110 |
| Юнікод       | Мала    | 1094           | 0446         | 002106         | 00000100 01000110 |
| ISO 8859-5   | Велика  | 198            | C6           | 306            | 11000110          |
| ISO 8859-5   | Мала    | 230            | E6           | 346            | 11100110          |
| КОІ-8        | Велика  | 227            | E3           | 343            | 11100011          |
| КОІ-8        | Мала    | 195            | C3           | 303            | 11000011          |
| Windows-1251 | Велика  | 214            | D6           | 326            | 11010110          |
| Windows-1251 | Мала    | 246            | F6           | 366            | 11110110          |